# إد ويست
إد ويست (بالإنجليزية: Ed West)‏ هو لاعب كرة قدم أمريكية أمريكي، ولد في 2 أغسطس 1961 في مقاطعة كولبيرت في الولايات المتحدة.

## وصلات خارجية
- إد ويست على موقع مرجع كرة القدم المحترفة.كوم (الإنجليزية)